# Северный проспект (Ереван)
Северный проспект (арм. Հյուսիսային պողոտա) — современная пешеходная улица в центре Еревана, открытая в 2007 году и соединяющая по диагонали две главные площади города — площадь Свободы и площадь Республики. 
На проспекте расположено множество элитных жилых домов, офисов, магазинов, ресторанов, в подземном пространстве под мостовой устроена торговая галерея.

## История
Изначально план строительства Северного проспекта был задуман архитектором Александром Таманяном в 1924 году в первом генеральном плане Еревана. По замыслу архитектора Северный проспект представлял собой составную часть 6,5-километрового участка оси север-юг, проходящего от железнодорожного вокзала Еревана до улицы Комитаса. Построенные в 1920-х и 1930-х годах первые градостроительные доминанты столицы — Национальный оперный театр (с Театральной площадью) и Здание Правительства Армянской ССР (с площадью Ленина) выявили необходимость соединения кратчайшим путем двух важнейших центров города: административного и культурного.
Учитывая рост численности населения столицы (в 1935 году — более 150 тысяч), в 1934 году Александр Таманян приступает к разработке концепции проекта «Большой Ереван», но успевает осуществить лишь эскизный вариант нового генерального плана. Таманяновская идея о создании пространственной связи между двумя приоритетными центрами столицы не была реализована при жизни архитектора.
Первая попытка реализации таманяновской идеи строительства Северного проспекта была предпринята в 1960-х годах с проведением закрытого конкурса (с участием архитекторов Григора Агабабяна, Микаэла Мазманяна и Эдуарда Сарапяна). Конкурс стал предметом общественной дискуссии и не дал удовлетворительных результатов. Тем не менее, несмотря на множество объявленных позже (в промежутке между 1970-1999 годы) конкурсов, вопрос регулирования застройки данного участка центра Еревана (с обветшалой и хаотичной застройкой) оставался нерешенным и являлся объектом особого внимания архитекторов.

Вариант проекта 1962 года
Вариант проекта 1985 года

### Строительство

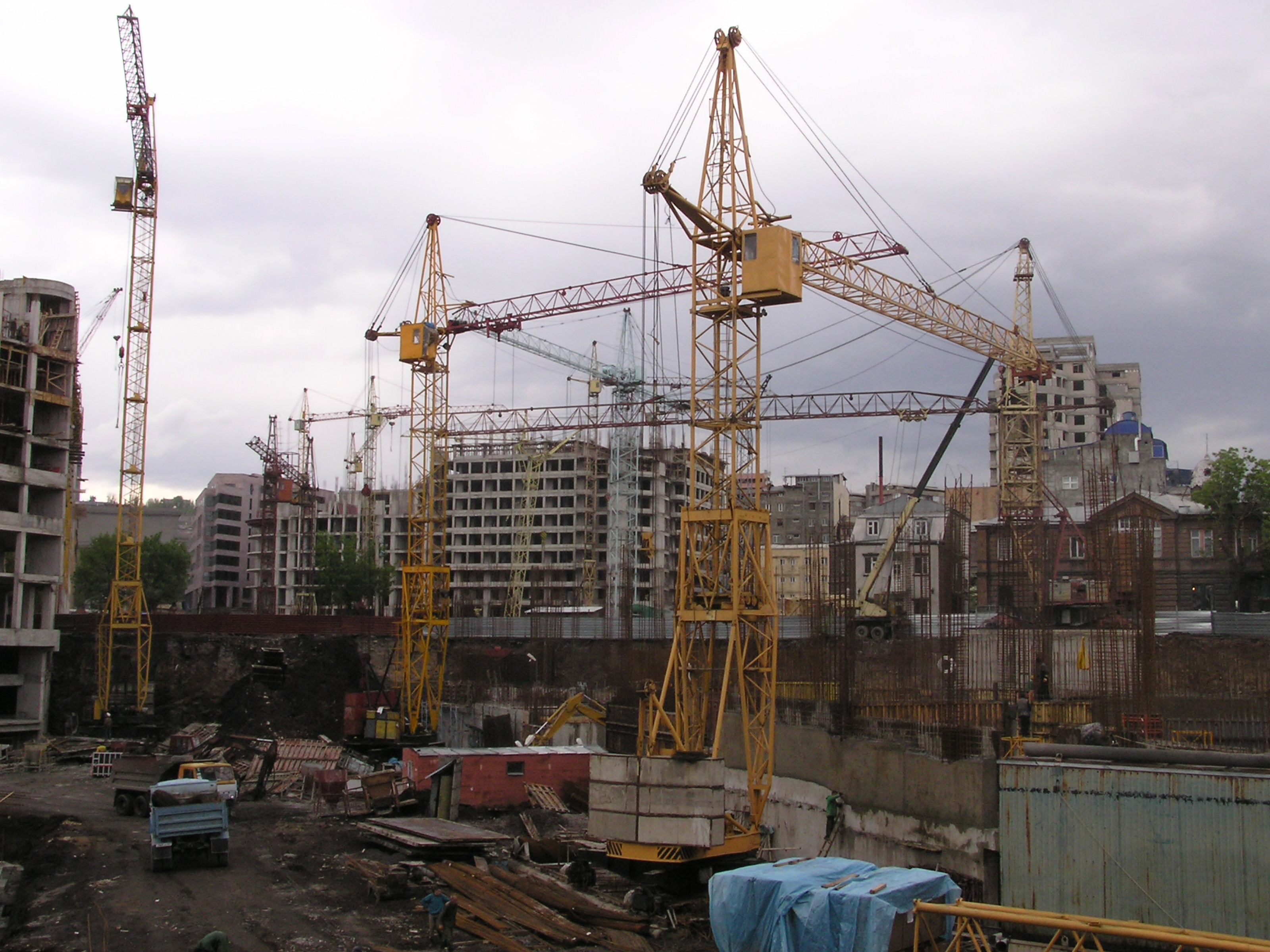
Строительство проспекта

8 июня 2000 года главным архитектором Еревана Нареком Саргсяном Градостроительному Совету была представлена разработанная под его руководством концептуальная идея программы застройки Северного проспекта. Программа была одобрена Советом и утверждена постановлением правительства № 774 от 25 ноября 2000 года.
Впоследствии решением Правительства Республики Армения N645 от 16 июля 2001 года были утверждены мероприятия по реализации данной Программы.
26 марта 2002 года был утвержден проект застройки Северного проспекта (руководитель авторской группы проекта, главный архитектор Нарек Саргсян, главный инженер проекта Ашот Алексанян). Подготовительный этап строительных работ начался в 2001 году, а его официальное открытие состоялось 16 ноября 2007 года.
Общая площадь, занимаемая Северным проспектом составляет около 9,8га, протяженность — около 450 м, ширина — 27 м. Объемные решения в нижних ярусах (первые и вторые этажи) жилых и общественных зданий формируются открытыми колоннадами, что в свою очередь увеличивает ширину проспекта примерно на 5 метров. Северный проспект имеет 4 площади с двумя подземными этажами, число зданий 11 (жилые и общественные здания, бизнес-центры, гостиничные комплексы), средняя этажность зданий 9 этажей, проспект предназначен для пешеходного движения. В облицовке фасадов зданий в основном использованы разновидности туфа.
На месте современного Северного проспекта до этого стояли частные дома, которые были скуплены правительством. Остальные затраты, то есть само строительство взяли на себя частные инвесторы. Согласно словам мэра, объем инвестиций в строительство элитного проспекта составляет 101 млрд драмов ($310 млн). Застройщиками проспекта являются компании «Нор Айленд», «Бизнес Центр», «Прогресс Армения», «Локал Девелоперс», «Гарни Групп», Московская инвестиционная строительная компания, «Хас Профит», «Согласие. Армения».. Строительство Северного проспекта сопровождалось многочисленными акциями протеста со стороны жителей центрального района столицы, которых насильно выселяли из своих квартир. Многие из них были недовольны размером компенсации, выданной на покупку нового жилья. К примеру, за 55,7 м² жителю центра Еревана правительство Армении предложило $33 тыс., что не соответствует нынешним ценам — $800 за один м². Многие эксперты отмечали, что прибыльность от проекта составляет более 200 %.
28 марта 2019 года часть Северного проспекта была посвящена как «Площадь Европы» в честь 70-летия образования Совета Европы. Вице-спикер парламента Армении Ален Симонян заявил: «За последние 28 лет после обретения независимости Армения придерживалась общеевропейских ценностей и продолжает наращивать свое сотрудничество в европейском направлении» во время церемонии, состоявшейся на недавно открытой площади.

## Галерея

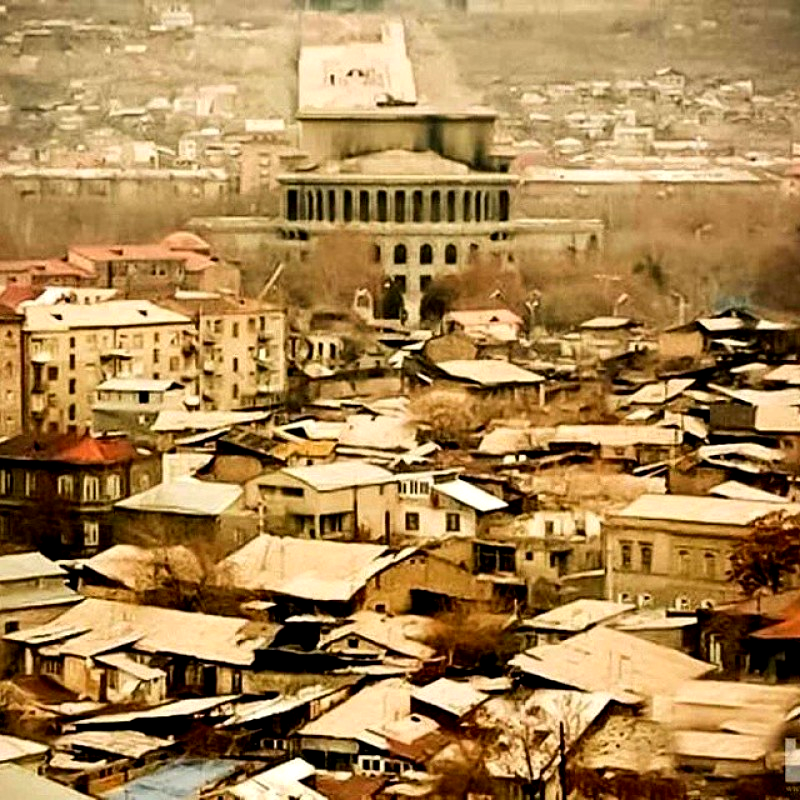
Территория Северного проспекта до застройки (2000 год)
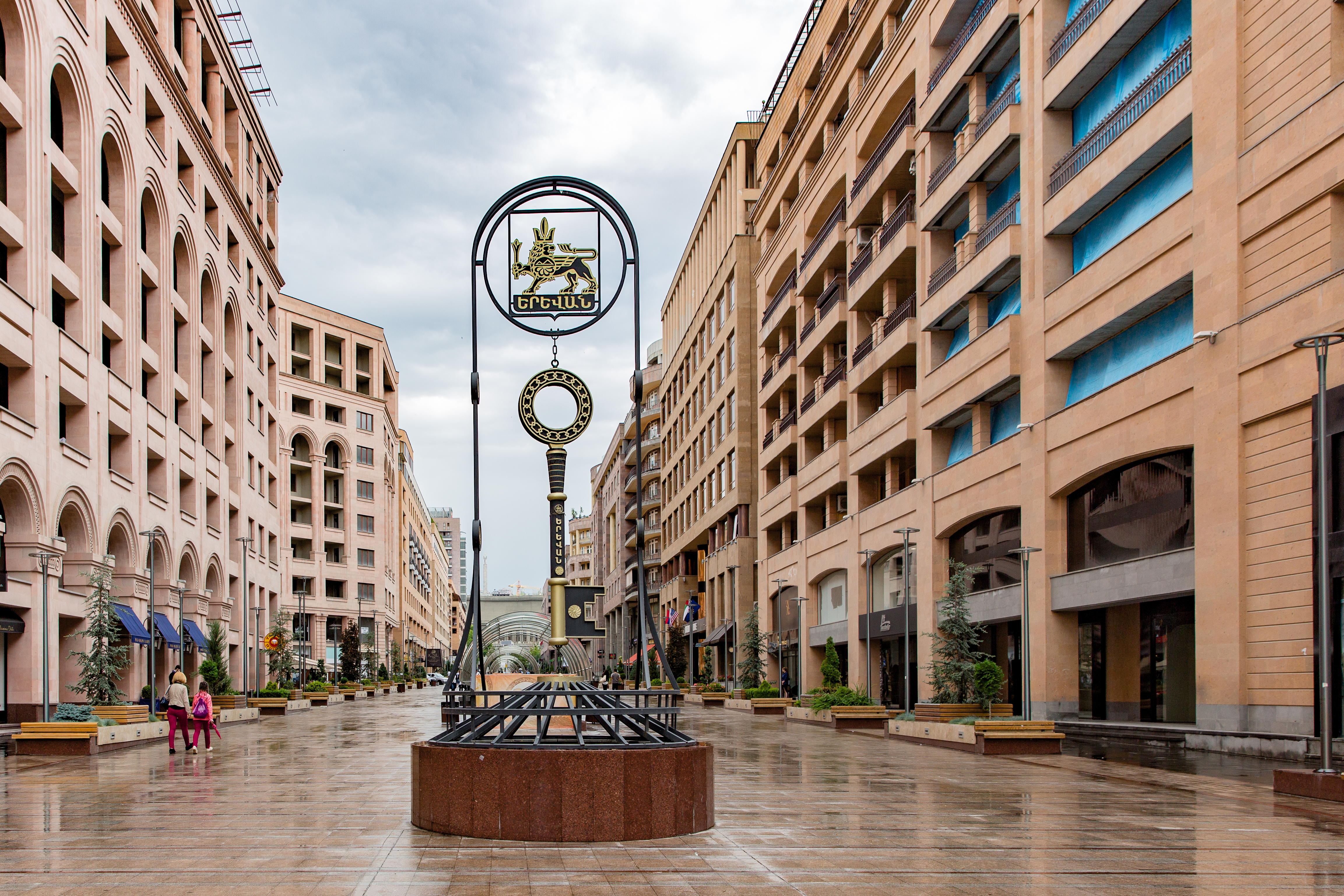
Символический ключ Еревана
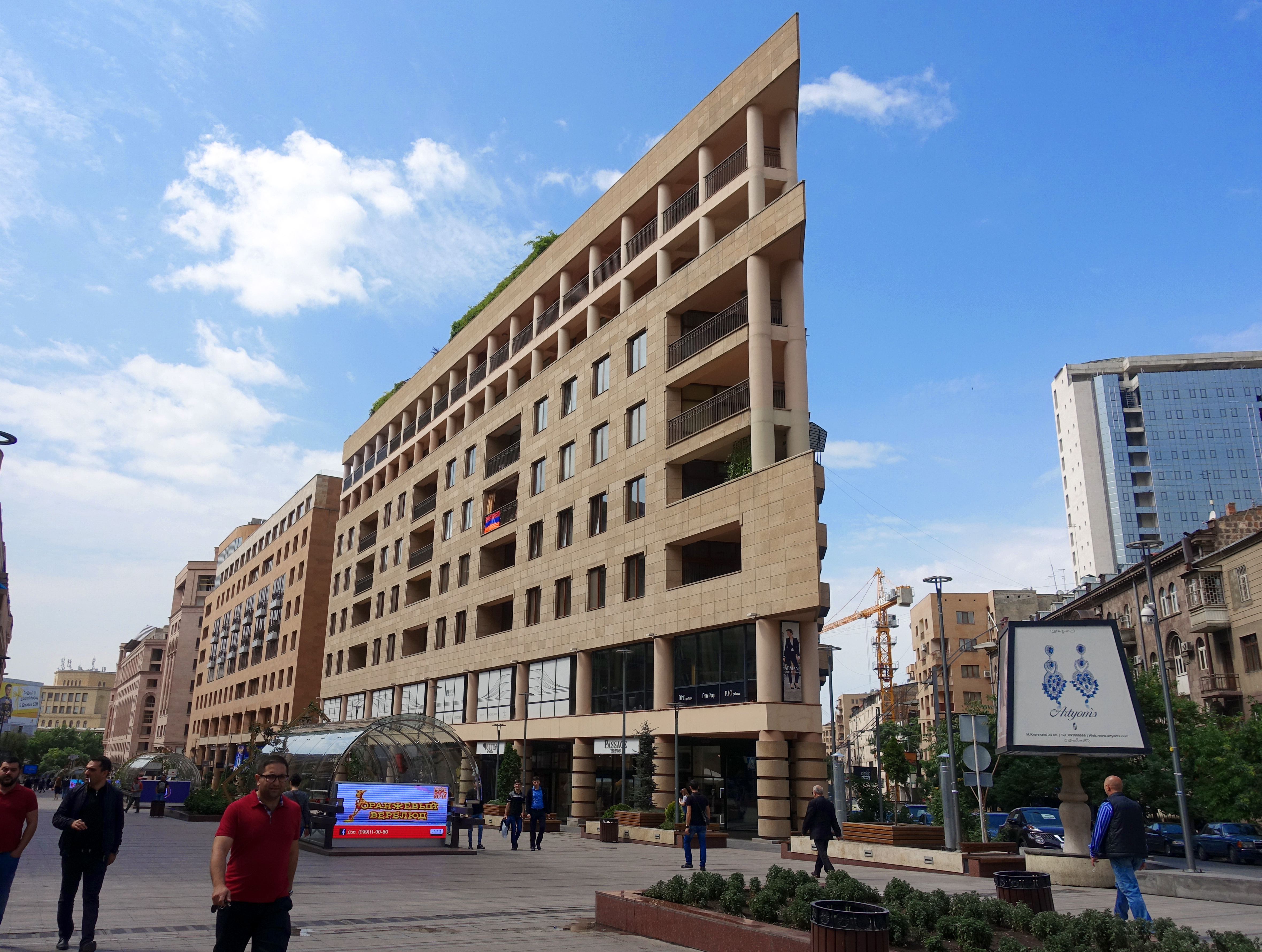
Различные здания
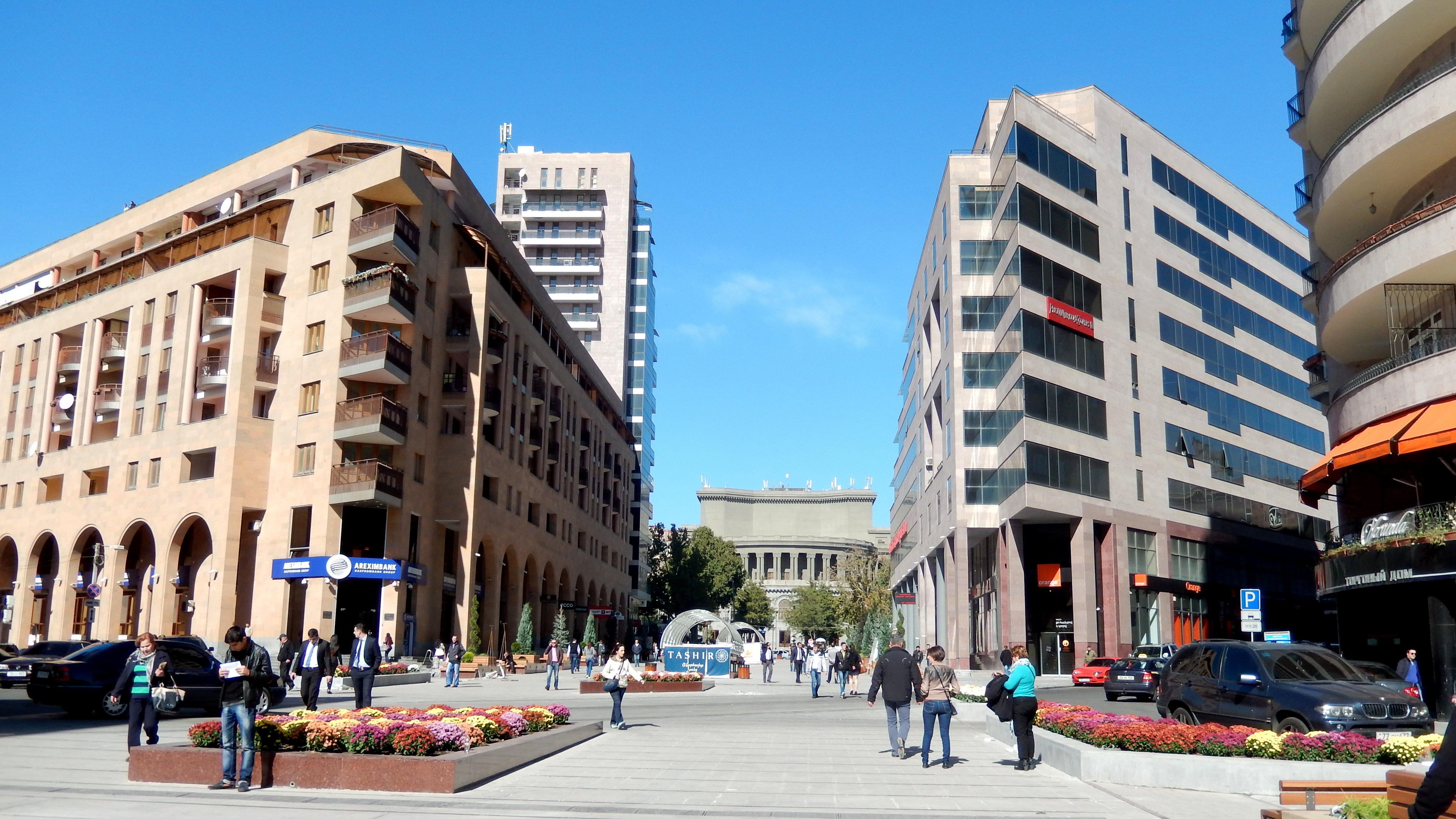
Здания на Северном проспекте
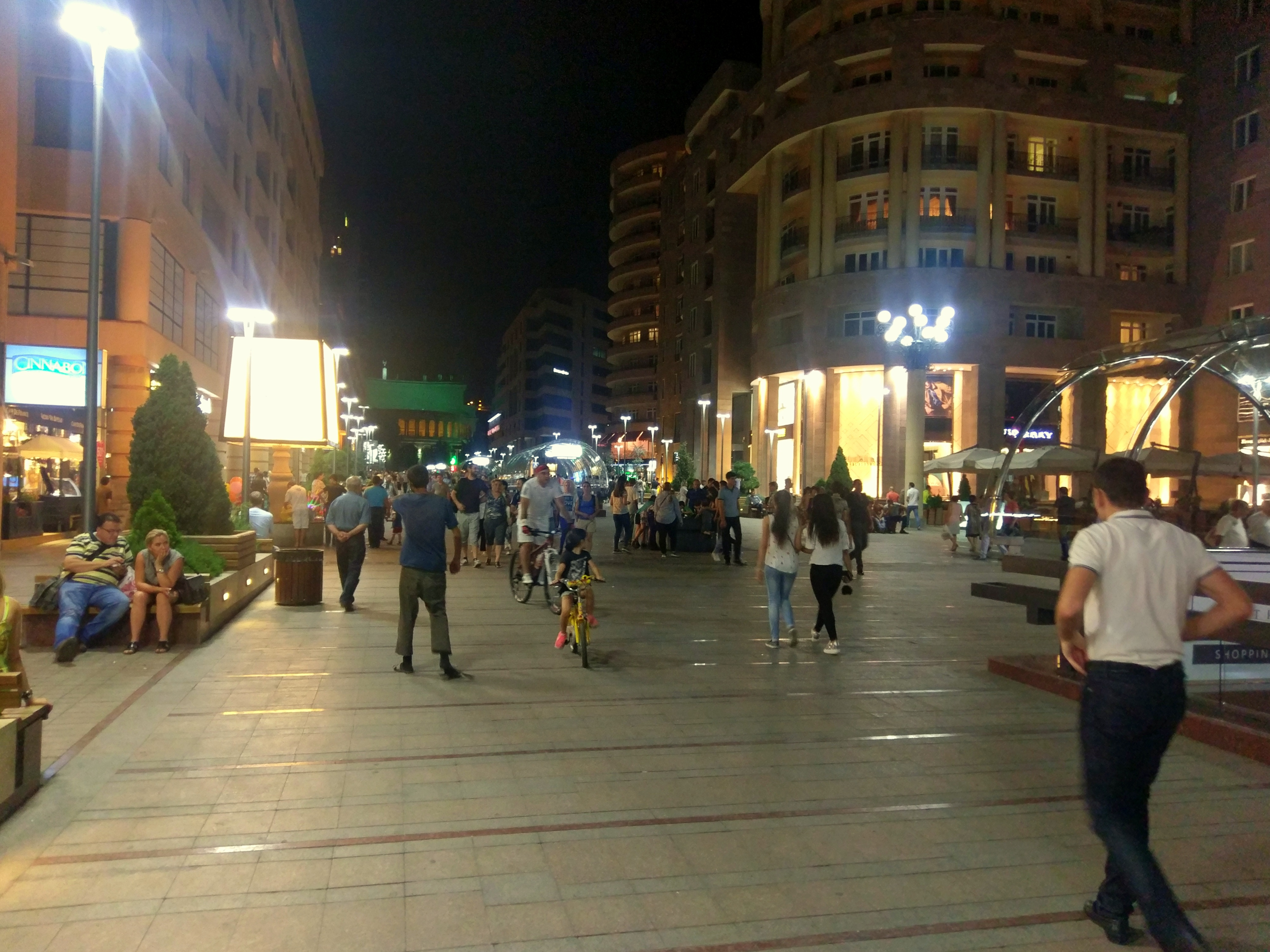
Северный проспект ночью
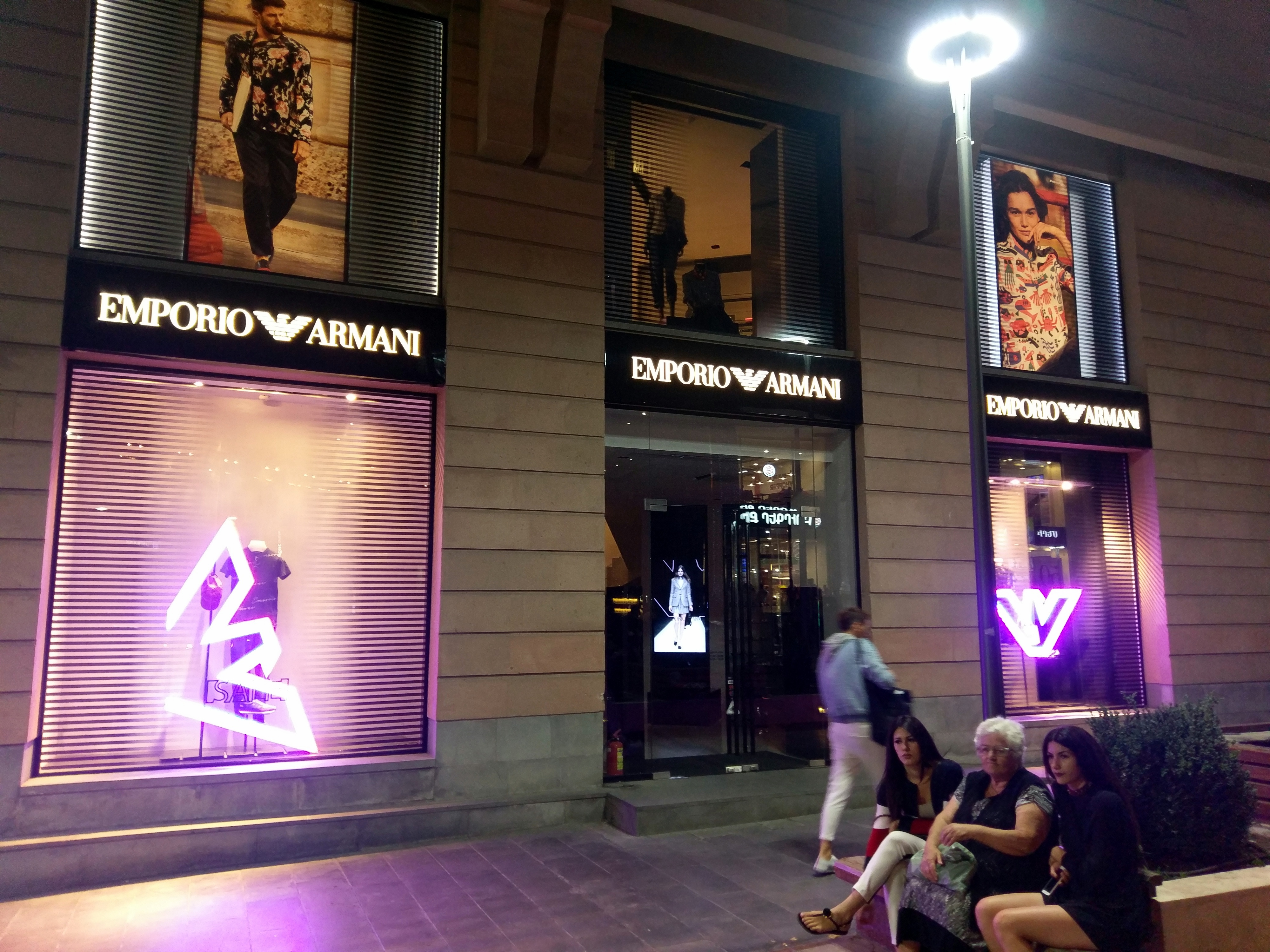
Магазин Emporio Armani на Северном проспекте